# Ron Pardo
Ron Pardo es un actor y comediante canadiense. Ha desempeñado papeles en más de 90 series animadas. En PAW Patrol, Pardo prestó su voz al Capitán Turbot desde el primer episodio, y luego prestó su voz al villano Alcalde Humdinger, así como a varios otros personajes. Pardo también es conocido por interpretar a una amplia variedad de celebridades en la serie de comedia History Bites.

## Primeros años
Pardo se crio en Pardoville (llamado así por sus antepasados), una pequeña aldea agrícola cerca de Chatham. Fue a la escuela en la cercana Blenheim, y luego estudió radio y televisión en la Universidad Ryerson en Toronto, y luego trabajó en directo y como redactor en CFCO Radio. Posteriormente, Pardo asistió a la Universidad de Ontario Occidental en Londres para estudiar educación y trabajó como docente durante 12 años en Cambridge, Ontario.

## Carrera
Ron Pardo se dio cuenta desde el principio de que tenía talento para la mímica, primero de personajes de dibujos animados y luego de celebridades. En 1994, comenzó a realizar monólogos y en 1995 renunció a su puesto docente, después de haber ganado el Yuk Yuk's Search for Canada's Funniest New Comic Award. Encabezó clubes de comedia y eventos corporativos durante varios años.
En 1997, Pardo llamó la atención de Rick Green, exmiembro de The Frantics. Green contrató a Pardo para interpretar varios personajes para el piloto del nuevo programa de Rick, History Bites. Pardo protagonizó el programa durante cinco temporadas, además de varios especiales, y recibió nominaciones al Premio Gemini en 2000, 2005, y 2008.
Pardo proporciona las voces de Capitán Turbot y Alcalde Humdinger en PAW Patrol y repitió ambos papeles en PAW Patrol: The Movie, Maxum Man en Sidekick, Newton en los últimos episodios de Ned's Newt y Rupert McKenzie en Bob &amp; Doug, por la que recibió una nominación a Mejor Interpretación de Voz de ACTRA en 2010.
También da voz al personaje principal "Quest" en la serie de televisión animada de Teletoon El mundo de Quest, junto con la voz de su compañero, Graer. Pardo interpreta a muchos personajes, como Hal-G, en la versión en inglés de la serie animada de Spin Master Bakugan Battle Brawlers.
Sus otro trabajo de voz en animados incluye papeles en Almost Naked Animals, Wishfart, Totally Spies!, Carl2, Braceface y Ace Ventura: Pet Detective. Desde 2023, Pardo asumió el papel de voz de Digit Leboid en Cyberchase después de la muerte de Gilbert Gottfried.